# Edella clava
Edella clava är en spindeldjursart som beskrevs av Meyer 1974. Edella clava ingår i släktet Edella och familjen Tetranychidae. Inga underarter finns listade i Catalogue of Life.